# Marinus Dijkerman
Marinus Dijkerman ('s-Gravenhage, 2 maart 1948) is een Nederlands voormalig hockeyer.

## Biografie
Dijkerman speelde in de jaren 70 in totaal 25 interlands voor de Nederlandse hockeyploeg. Hij maakte onder meer deel uit van de selectie die deelnam aan de Olympische Spelen 1972 in München, waar een vierde plaats werd behaald. Ook kwam hij uit op het WK van 1975. In de Nederlandse competitie speelde Dijkerman voor HGC uit Wassenaar.
André Bolhuis · 
Jan Willem Buij · 
Marinus Dijkerman · 
Thijs Kaanders · 
Coen Kranenberg · 
Ties Kruize · 
Wouter Leefers · 
Flip van Lidth de Jeude · 
Paul Litjens · 
Irving van Nes · 
Maarten Sikking · 
Frans Spits · 
Nico Spits · 
Bart Taminiau · 
Kik Thole · 
Piet Weemers · 
Jeroen Zweerts ·
Coach: Ab van Grimbergen